# Challenger de Itajaí 2013
El torneo Taroii Open de Tênis 2013 es un torneo profesional de tenis. Pertenece al ATP Challenger Series 2013. Se disputó su 1ª edición sobre tierra batida, en Itajaí, Brasil entre el 8 y el 14 de abril de 2013.

## Jugadores participantes del cuadro de individuales

### Cabezas de serie
| País                 | Jugador                | Rank1 | Favorito |
| Bandera de Brasil    | Rogério Dutra da Silva | 111   | 1        |
| Bandera de Brasil    | João Souza             | 113   | 2        |
| Bandera de Portugal  | Gastão Elias           | 133   | 3        |
| Bandera de Croacia   | Antonio Veić           | 147   | 4        |
| Bandera de Argentina | Guido Andreozzi        | 168   | 5        |
| Bandera de Serbia    | Boris Pašanski         | 170   | 6        |
| Bandera de Brasil    | Thiago Alves           | 179   | 7        |
| Bandera de Argentina | Agustín Velotti        | 183   | 8        |
| -------------------- | ---------------------- | ----- | -------- |

- 1 Se ha tomado en cuenta el ranking del 1 de abril de 2013.

### Otros participantes
Los siguientes jugadores recibieron una invitación (wild card), por lo tanto ingresan directamente al cuadro principal:
- Eduardo Dischinger
- Rogério Dutra da Silva
- Guilherme Hadlich
- Bruno Sant'anna

Los siguientes jugadores ingresan al cuadro principal tras disputar el cuadro clasificatorio:
- André Ghem
- Máximo González
- Jozef Kovalík
- Axel Michon

## Jugadores participantes en el cuadro de dobles

### Cabezas de serie
| País                 | Jugador               | País               | Jugador                | Rank1 | Favorito |
| Bandera de Croacia   | Nikola Mektić         | Bandera de Croacia | Antonio Veić           | 335   | 1        |
| Bandera de Brasil    | Guilherme Clezar      | Bandera de Brasil  | Fabricio Neis          | 476   | 2        |
| Bandera de Brasil    | Daniel Dutra da Silva | Bandera de Brasil  | Rogério Dutra da Silva | 528   | 3        |
| Bandera de Argentina | Guido Andreozzi       | Bandera de Uruguay | Ariel Behar            | 571   | 4        |
| -------------------- | --------------------- | ------------------ | ---------------------- | ----- | -------- |

- 1 Se ha tomado en cuenta el ranking del 1 de abril de 2013.

### Otros participantes
Los siguientes jugadores recibieron una invitación (wild card), por lo tanto ingresan directamente al cuadro principal:
- Ricardo Hocevar /  Eduardo Russi
- João Lucas Menezes /  Leonardo Telles
- Alexandre Schnitman /  João Walendowsky

## Campeones

### Individual Masculino
- Rogério Dutra da Silva  derrotó en la final a  Jozef Kovalík por 4–6, 6–3, 6–1

### Dobles Masculino
- James Duckworth /  Pierre-Hugues Herbert  derrotaron en la final a  Guilherme Clezar /  Fabricio Neis por 7–5, 6–2